# John E. Nelson (Politiker, 1935)
John E. Nelson (* 29. Dezember 1935 in Geneva, Nebraska) ist ein US-amerikanischer Politiker. Zwischen September 2014 und Januar 2015 war er Vizegouverneur des Bundesstaates Nebraska.

## Werdegang
John Nelson studierte zunächst an der University of Nebraska in Lincoln. Nach einem anschließenden Jurastudium an der Creighton University in Omaha und seiner Zulassung als Rechtsanwalt begann er dort in seinem Beruf zu arbeiten. In den Jahren 1957 bis 1960 diente er in der United States Navy, in deren Reserve er bis 1986 verblieb. Politisch schloss er sich der Republikanischen Partei an. Zwischen 1970 und 1978 gehörte er dem republikanischen Bezirksvorstand im Douglas County an; von 1974 bis 1978 war er zudem Mitglied im Staatsvorstand seiner Partei. Zwischen 2007 und 2014 saß er in der Nebraska Legislature, wo er dem Finanzausschuss angehörte.
Nach dem Rücktritt von Vizegouverneur Lavon Heidemann wurde Nelson von Gouverneur Dave Heineman zum neuen Vizegouverneur von Nebraska ernannt. Dieses Amt bekleidete er zwischen dem 29. September 2014 und dem 8. Januar 2015. Dabei war er Stellvertreter des Gouverneurs und formaler Vorsitzender der Nebraska Legislature. Bei den Wahlen des Jahres 2014 wurde John Nelson vom neuen republikanischen Gouverneurskandidaten Pete Ricketts nicht als dessen Running Mate für das Amt des Vizegouverneurs nominiert. Diese Berufung ging an Mike Foley, der dann auch an der Seite von Ricketts in dieses Amt gewählt wurde. Im Januar 2015 traten die beiden Männer ihre jeweiligen Posten an, während Nelson aus seinem Amt ausschied.